# Rokytka (přítok Olešky)
Potok Rokytka je levostranným přítokem Olešky v okrese Jičín v Královéhradeckém kraji, délka jeho toku činí necelých 8 kilometrů.

## Průběh toku
Rokytka pramení v nadmořské výšce takřka 500 m n. m. ve Vrchovině, části Nové Paky, konkrétně u osady Na Patříně. Poté teče přibližně severozápadním směrem až k silnici I/16, kde se stáčí jihozápadním směrem, tekouc do samotné Nové Paky. V ní se na křižovatce ulic Vrchovinská a Kotíkova stáčí severozápadním směrem. Tok je v ulici Kotíkova až po křižovatku s ulicí Opolského zatrubněn.
Poté, co Rokytka opustí novopackou zástavbu, tvoří osu osídlení Staré Paky a pod viaduktem u staropackého nádraží se vlévá do Olešky.

## Přítoky
Během svého toku přijme Rokytka z obou stran více bezejmenných vodotečí, mezi největší patří pravostranný přítok v říčním kilometru 2,3 zásobující vodní nádrž Vrchovina nebo přítok v pátém kilometru, který teče přes novopackou místní část Podlevín a napájí místní rybník. Jediným pojmenovaným přítokem Rokytky je Brdský potok pramenící v Brdě a vlévající se do Rokytky v její zatrubněné části. Na jejich soutoku u novopackého autobusového nádraží jsou umístěny sochy krytolebců.

## Mlýny
Podél Rokytky vzniklo vícero mlýnských zařízení, z nichž se dochovaly stavby těchto mlýnů: Červinkův válcový ve Vrchovině, Dražný a Podhorecký (Josefovský) v Nové Pace a staropacký Vitvarův mlýn.